# Radziechów (stacja kolejowa)
Radziechów (ukr. Радехів) – stacja kolejowa w miejscowości Radziechów, w rejonie czerwonogrodzkim, w obwodzie lwowskim, na Ukrainie. Położona jest na linii Lwów – Łuck – Kiwerce.

## Historia
Stacja została otwarta, gdy tereny te należały do Austro-Węgier. W II Rzeczypospolitej nosiła obecną nazwę.